# 대한민국 형법 제44조
대한민국 형법 제44조는 자격정지에 대한 형법총칙의 조문이다.

## 조문
제44조 (자격정지) ① 전조에 기재한 자격의 전부 또는 일부에 대한 정지는 1년 이상 15년 이하로 한다.
②유기징역 또는 유기금고에 자격정지를 병과한 때에는 징역 또는 금고의 집행을 종료하거나 면제된 날로부터 정지기간을 기산한다.

## 같이 보기
- 자격정지